# All Killer No Filler
All Killer No Filler is het debuutalbum van de Canadese rockband Sum 41.

## Geschiedenis
Het album kwam op 8 mei 2001 uit. Er werden wereldwijd meer dan 3 miljoen stuks van verkocht. Het album werd platina in de Verenigde Staten, Canada en het Verenigd Koninkrijk.
Het album bevat teksten over uiteenlopende onderwerpen, zoals de samenleving, luiheid en relaties. De albumtitel is waarschijnlijk afkomstig van een dubbel-cd van Jerry Lee Lewis uit 1993 die All Killer, No Filler: The Anthology heette.

## Nummers
Alle muziek en teksten zijn geschreven door Deryck Whibley en Greig Nori, tenzij anders aangegeven. 
| 1.                 | Introduction to Destruction (Steve Jocz)                                 | 0:37 |
| 2.                 | Nothing on My Back                                                       | 3:01 |
| 3.                 | Never Wake Up                                                            | 0:50 |
| 4.                 | Fat Lip (Whibley en Jocz)                                                | 2:58 |
| 5.                 | Rhythms                                                                  | 2:59 |
| 6.                 | Motivation                                                               | 2:50 |
| 7.                 | In Too Deep                                                              | 3:27 |
| 8.                 | Summer (opnieuw opgenomen versie, stond ook op Half Hour of Power)       | 2:49 |
| 9.                 | Handle This                                                              | 3:37 |
| 10.                | Crazy Amanda Bunkface                                                    | 2:16 |
| 11.                | All She's Got                                                            | 2:22 |
| 12.                | Heart Attack                                                             | 2:49 |
| 13.                | Pain for Pleasure (Jocz)                                                 | 1:43 |
| 14.                | Makes No Difference (Brits bonusnummer, stond ook op Half Hour of Power) | 3:10 |
| Totale duur: 32:13 |                                                                          |      |

## Betrokkenen
- Deryck Whibley - zang, slaggitaar, drums op "Pain for Pleasure"
- Dave Baksh - leadgitaar, achtergrondzang, mede-leadzang op "Fat Lip" en "Pain for Pleasure"
- Jason McCaslin - basgitaar, achtergrondzang
- Steve Jocz - drums, achtergrondzang, leadzang op "Pain for Pleasure", mede-leadzang op "Fat Lip"

### Aanvullende musici
- Greig Nori – achtergrondzang op "Motivation", "In Too Deep" en "Handle This", gitaar op "Handle This" en "Pain for Pleasure"

## Hitlijsten

### Album Top100
| "All Killer No Filler" in de Nederlandse Album Top 100 - binnen: 20-10-2001 | "All Killer No Filler" in de Nederlandse Album Top 100 - binnen: 20-10-2001 | "All Killer No Filler" in de Nederlandse Album Top 100 - binnen: 20-10-2001 | "All Killer No Filler" in de Nederlandse Album Top 100 - binnen: 20-10-2001 | "All Killer No Filler" in de Nederlandse Album Top 100 - binnen: 20-10-2001 | "All Killer No Filler" in de Nederlandse Album Top 100 - binnen: 20-10-2001 | "All Killer No Filler" in de Nederlandse Album Top 100 - binnen: 20-10-2001 | "All Killer No Filler" in de Nederlandse Album Top 100 - binnen: 20-10-2001 | "All Killer No Filler" in de Nederlandse Album Top 100 - binnen: 20-10-2001 | "All Killer No Filler" in de Nederlandse Album Top 100 - binnen: 20-10-2001 | "All Killer No Filler" in de Nederlandse Album Top 100 - binnen: 20-10-2001 | "All Killer No Filler" in de Nederlandse Album Top 100 - binnen: 20-10-2001 | "All Killer No Filler" in de Nederlandse Album Top 100 - binnen: 20-10-2001 | "All Killer No Filler" in de Nederlandse Album Top 100 - binnen: 20-10-2001 | "All Killer No Filler" in de Nederlandse Album Top 100 - binnen: 20-10-2001 | "All Killer No Filler" in de Nederlandse Album Top 100 - binnen: 20-10-2001 |
| Week                                                                        | 1                                                                           | 2                                                                           | 3                                                                           | 4                                                                           | 5                                                                           | 6                                                                           | 7                                                                           | 8                                                                           | 9                                                                           | 10                                                                          | 11                                                                          | 12                                                                          | 13                                                                          | 14                                                                          | 15                                                                          |
| --------------------------------------------------------------------------- | --------------------------------------------------------------------------- | --------------------------------------------------------------------------- | --------------------------------------------------------------------------- | --------------------------------------------------------------------------- | --------------------------------------------------------------------------- | --------------------------------------------------------------------------- | --------------------------------------------------------------------------- | --------------------------------------------------------------------------- | --------------------------------------------------------------------------- | --------------------------------------------------------------------------- | --------------------------------------------------------------------------- | --------------------------------------------------------------------------- | --------------------------------------------------------------------------- | --------------------------------------------------------------------------- | --------------------------------------------------------------------------- |
| Nummer                                                                      | 96                                                                          | 82                                                                          | 80                                                                          | 92                                                                          | 97                                                                          | 96                                                                          | 90                                                                          | 85                                                                          | 86                                                                          | 80                                                                          | 69                                                                          | 85                                                                          | 87                                                                          | 82                                                                          | 96                                                                          |

### Ultratop 50
| "All Killer No Filler" in de Vlaamse Ultratop 50 Alternatieve albums - binnen: 15-12-2001 | "All Killer No Filler" in de Vlaamse Ultratop 50 Alternatieve albums - binnen: 15-12-2001 | "All Killer No Filler" in de Vlaamse Ultratop 50 Alternatieve albums - binnen: 15-12-2001 | "All Killer No Filler" in de Vlaamse Ultratop 50 Alternatieve albums - binnen: 15-12-2001 | "All Killer No Filler" in de Vlaamse Ultratop 50 Alternatieve albums - binnen: 15-12-2001 | "All Killer No Filler" in de Vlaamse Ultratop 50 Alternatieve albums - binnen: 15-12-2001 | "All Killer No Filler" in de Vlaamse Ultratop 50 Alternatieve albums - binnen: 15-12-2001 | "All Killer No Filler" in de Vlaamse Ultratop 50 Alternatieve albums - binnen: 15-12-2001 | "All Killer No Filler" in de Vlaamse Ultratop 50 Alternatieve albums - binnen: 15-12-2001 | "All Killer No Filler" in de Vlaamse Ultratop 50 Alternatieve albums - binnen: 15-12-2001 | "All Killer No Filler" in de Vlaamse Ultratop 50 Alternatieve albums - binnen: 15-12-2001 | "All Killer No Filler" in de Vlaamse Ultratop 50 Alternatieve albums - binnen: 15-12-2001 | "All Killer No Filler" in de Vlaamse Ultratop 50 Alternatieve albums - binnen: 15-12-2001 | "All Killer No Filler" in de Vlaamse Ultratop 50 Alternatieve albums - binnen: 15-12-2001 | "All Killer No Filler" in de Vlaamse Ultratop 50 Alternatieve albums - binnen: 15-12-2001 | "All Killer No Filler" in de Vlaamse Ultratop 50 Alternatieve albums - binnen: 15-12-2001 | "All Killer No Filler" in de Vlaamse Ultratop 50 Alternatieve albums - binnen: 15-12-2001 | "All Killer No Filler" in de Vlaamse Ultratop 50 Alternatieve albums - binnen: 15-12-2001 | "All Killer No Filler" in de Vlaamse Ultratop 50 Alternatieve albums - binnen: 15-12-2001 | "All Killer No Filler" in de Vlaamse Ultratop 50 Alternatieve albums - binnen: 15-12-2001 | "All Killer No Filler" in de Vlaamse Ultratop 50 Alternatieve albums - binnen: 15-12-2001 | "All Killer No Filler" in de Vlaamse Ultratop 50 Alternatieve albums - binnen: 15-12-2001 | "All Killer No Filler" in de Vlaamse Ultratop 50 Alternatieve albums - binnen: 15-12-2001 | "All Killer No Filler" in de Vlaamse Ultratop 50 Alternatieve albums - binnen: 15-12-2001 | "All Killer No Filler" in de Vlaamse Ultratop 50 Alternatieve albums - binnen: 15-12-2001 | "All Killer No Filler" in de Vlaamse Ultratop 50 Alternatieve albums - binnen: 15-12-2001 |
| Week                                                                                      | 1                                                                                         | 2                                                                                         | 3                                                                                         | 4                                                                                         | 5                                                                                         | 6                                                                                         | 7                                                                                         | 8                                                                                         | 9                                                                                         | 10                                                                                        | 11                                                                                        | 12                                                                                        | 13                                                                                        | 14                                                                                        | 15                                                                                        | 16                                                                                        | 17                                                                                        | 18                                                                                        | 19                                                                                        | 20                                                                                        | 21                                                                                        | 22                                                                                        | 23                                                                                        | 24                                                                                        | 25                                                                                        |
| ----------------------------------------------------------------------------------------- | ----------------------------------------------------------------------------------------- | ----------------------------------------------------------------------------------------- | ----------------------------------------------------------------------------------------- | ----------------------------------------------------------------------------------------- | ----------------------------------------------------------------------------------------- | ----------------------------------------------------------------------------------------- | ----------------------------------------------------------------------------------------- | ----------------------------------------------------------------------------------------- | ----------------------------------------------------------------------------------------- | ----------------------------------------------------------------------------------------- | ----------------------------------------------------------------------------------------- | ----------------------------------------------------------------------------------------- | ----------------------------------------------------------------------------------------- | ----------------------------------------------------------------------------------------- | ----------------------------------------------------------------------------------------- | ----------------------------------------------------------------------------------------- | ----------------------------------------------------------------------------------------- | ----------------------------------------------------------------------------------------- | ----------------------------------------------------------------------------------------- | ----------------------------------------------------------------------------------------- | ----------------------------------------------------------------------------------------- | ----------------------------------------------------------------------------------------- | ----------------------------------------------------------------------------------------- | ----------------------------------------------------------------------------------------- | ----------------------------------------------------------------------------------------- |
| Nummer                                                                                    | 44                                                                                        | 44                                                                                        | 49                                                                                        | 40                                                                                        | 33                                                                                        | 26                                                                                        | 20                                                                                        | 13                                                                                        | 11                                                                                        | 18                                                                                        | 21                                                                                        | 20                                                                                        | 26                                                                                        | 27                                                                                        | 21                                                                                        | 17                                                                                        | 16                                                                                        | 14                                                                                        | 15                                                                                        | 17                                                                                        | 20                                                                                        | 22                                                                                        | 36                                                                                        | 42                                                                                        | 46                                                                                        |